# Musse Pigg hos lilleputtarna
Musse Pigg hos lilleputtarna (engelska: Gulliver Mickey) är en amerikansk animerad kortfilm med Musse Pigg från 1934.

## Handling
Musse Pigg läser Gullivers resor för ett gäng föräldralösa barn som leker sjömän. Sedan berättar Musse om delen med Lilliputt och låtsas att det var en verklig händelse som hände honom som Gulliver. Han räddar staden från en stor spindel (som liknar Svarte Petter).

## Om filmen
Filmen är den 66:e Musse Pigg-kortfilmen som producerades och den fjärde som lanserades år 1934.
Filmen hade svensk premiär den 14 januari 1935 på biografen Skandia i Stockholm.

## Rollista (i urval)
- Walt Disney – Musse Pigg
- Marcellite Garner – muspojkar
- Pinto Colvig – Pluto
- Clarence Nash – spindel[5]